# Joseph D. Sayers

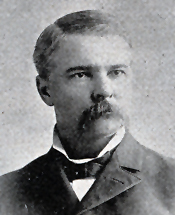
Joseph D. Sayers

Joseph Draper Sayers (* 23. September 1841 in Grenada, Mississippi; † 15. Mai 1929 in Austin, Texas) war ein US-amerikanischer Politiker und von 1899 bis 1903 Gouverneur des Bundesstaates Texas. Zwischen 1885 und 1899 war er Abgeordneter im US-Repräsentantenhaus.

## Frühe Jahre
Im Jahr 1851 kam Joseph Sayers mit seinem Vater nach Bastrop in Texas. Dort besuchte er zwischen 1852 und 1860 das Bastrop Military Institute. Beim Ausbruch des Bürgerkriegs trat er in die Armee der Konföderierten Staaten ein, in der er es bis Kriegsende bis zum Major bringen sollte. Nach dem Ende des Krieges studierte er in Bastrop Jura. Nach seiner 1866 erfolgten Zulassung als Rechtsanwalt praktizierte er zehn Jahre lang in einer Gemeinschaftskanzlei mit seinem Partner George Jones.

## Politischer Aufstieg
Joseph Sayers wurde Mitglied der Demokratischen Partei. Zwischen 1873 und 1879 gehörte er dem Senat von Texas an, von 1875 bis 1878 dem Vorstand seiner Partei in Texas. Von 1879 bis 1881 war er als Vizegouverneur Stellvertreter von Gouverneur Oran M. Roberts in dessen erster Amtszeit. Zwischen dem 4. März 1885 und dem 16. Januar 1899 vertrat Sayers seinen Staat als Abgeordneter im Kongress. Dort war er in der Legislaturperiode von 1893 bis 1895 (53. Kongress) Vorsitzender des Haushaltsausschusses. Im Kongress konnte er die Pensionsansprüche der Texas Rangers für ihre Dienstzeit während der Indianerkriege durchsetzen. Im Jahr 1898 wurde Sayers zum neuen Gouverneur von Texas gewählt.

## Gouverneur von Texas
John Sayers trat sein neues Amt am 17. Januar 1899 an. Am Tag zuvor hatte er sein Mandat im Kongress niedergelegt. Nach einer Wiederwahl im Jahr 1900 konnte Sayers bis zum 20. Januar 1903 als Gouverneur amtieren. Seine Amtszeit wurde von drei Naturkatastrophen überschattet. Erst wurde das Staatsgefängnis in Huntsville durch ein Feuer zerstört, dann verursachte ein Hochwasser am Brazos River 1899 große Schäden und schließlich wurde die Stadt Galveston im Jahr 1900 von einem Hurrikan heimgesucht.

## Weiterer Lebenslauf
Nach dem Ende seiner Gouverneurszeit wurde Sayers als Rechtsanwalt in San Antonio tätig. Er wurde auch Mitglied des Vorstands der University of Texas. Im Jahr 1916 unterstützte er diese Universität in deren Auseinandersetzung mit dem damaligen Gouverneur James E. Ferguson. Sayers war von 1913 bis 1915 auch Mitglied des Ausschusses, der sich mit Entschädigungen für Arbeitsunfälle in der Industrie befasste, sowie von 1927 bis zu seinem Tod Mitglied des Begnadigungsausschusses. Der am 15. Mai 1929 verstorbene Ex-Gouverneur war mit Orline Walton verheiratet.